# شاتورگان سینها
شاتورگان سینها (به انگلیسی: Shatrughan Sinha) (زاده ۹ دسامبر ۱۹۴۵) بازیگر هندی است.
از فیلم‌هایی که وی در آن نقش داشته است می‌توان به تکه‌ای از ماه اشاره کرد.

## فیلم‌شناسی
فهرست برخی از فیلم‌هایی که شاتورگان سینها در آنها به ایفای نقش پرداخته است:
- نصیب
- بمبئی به گوا
- تکه‌ای از ماه
- آن
- بی عدالتی
- دلم دیوانه تو
- مرد زندگی من
- عظمت
- سنگ سیاه
- طاقت
- راه سنگ
- قصبه
- خون روی پیشانی
- خودخواه
- اسباب‌بازی
- شیر
- مقصد
- دشمن حیات
- اتهام
- بیا در آغوشم
- جرئت
- دوست خان
- آهن
- مدال طلا
- باج‌گیری
- ظلم و ستم
- به ما دست نزنید
- شهزاده
- گنگا در کشور شما
- دوست
- مهاویرا
- آن‌ها به من پادشاه می‌گویند
- زلزله
- دل‌باخته
- چشم سوم
- متهم شد
- زندانی
- انقلاب
- همه جا را آتش بزنید
- دشمن انسانیت
- اراذل و اوباش
- شیطان شریف
- یک برادر باید مثل این باشد
- شراره
- قفل کردن
- گاتام گوویندا
- مال خودم
- نرم گرم
- راهب عشق
- تاریخچه خون
- رام آوتار ام.ال.ای امروز
- مرد پولدار مرد فقیر
- اصلی و بدلی
- دنبال‌کننده حواصیل
- بانفول
- پادشاه بی‌تاج
- بیلو پادشاه
- بمبئی ۴۰۵ مایل
- به چامبال قسم بخور
- چهره‌ای بر چهره‌ای دیگر
- چالیا
- اگر دزد هستی...
- پلیس دزد
- دشمنان ثروت
- جنگ درستکاری